# Ewald Weisemann
Erwald „Ewald“ Weisemann (* 19. Dezember 1887 in Remscheid; † 16. Oktober 1963 ebenda) war ein deutscher Pädagoge und Politiker (DNVP).

## Leben
Ewald Weisemann wurde als Sohn eines Fabrikanten geboren. Nach dem Besuch des Realgymnasiums studierte er Germanistik, Anglistik, Philosophie, Geschichte, Geographie und Volkswirtschaft an den Universitäten in Erlangen und Halle. Er promovierte zum Dr. phil., trat in den preußischen Schuldienst ein und war seit 1914 als Studienrat am Staatlichen Realgymnasium in Remscheid tätig. Daneben betätigte er sich in der Sprach- und Heimatforschung. Seinen Militärdienst leistete Weisemann von 1907 bis 1908 als Einjährig-Freiwilliger beim Königlich Bayerischen Infanterie-Regiment Nr. 19, mit dem er, nachdem er 1912 zum Leutnant der Reserve befördert worden war, von 1914 bis 1918 als Kompanie- und Bataillonsführer am Ersten Weltkrieg teilnahm, zuletzt als Hauptmann der Reserve. Während des Krieges wurde er fünfmal verwundet.
Nach der Novemberrevolution trat Weisemann in die DNVP ein und wurde im Mai 1919 zum Vorsitzenden der DNVP Remscheid gewählt. Er schloss sich einem Freikorps an und wurde 1920 Kommandant eines Zeitfreiwilligenkorps im Bergischen gegen die Rote Armee. Des Weiteren wirkte er in diversen nationalen Verbänden mit, so im Alldeutschen Verband und in der Reichsflagge, die 1927 in den Stahlhelm aufging. Außerdem war er seit 1920 Vorsitzender des Wahlausschusses für die christlich-unpolitische Liste der Elternbeiräte Remscheids (Evangelischer Reichselternbund).
Weisemann war von Mai 1924 bis 1933 Stadtverordneter in Remscheid und seit 1925 Vorstandsmitglied des Rheinischen Städtetages. Von 1924 bis 1933 war er Mitglied des Preußischen Landtages.
Sein Nachlass befindet sich im Historischen Zentrum der Stadt Remscheid.